# Niedereschach
Niedereschach là một thị xã thuộc huyện Schwarzwald-Baar trong bang Baden-Württemberg thuộc nước Đức. Niedereschach có 4 khu vực dân cư:
- Niedereschach
- Kappel
- Schabenhausen
- Fischbach

Phía bắc Niedereschach giáp Horgen; phía nam giáp Obereschach and Weilersbach còn phía tây giáp Königsfeld.
Diện tích đô thị này là 33,07 km2.